# Велика Весь-А
Велика Весь-А (пол. Wielka Wieś A) — село в Польщі, у гміні Відава Ласького повіту Лодзинського воєводства.
Населення — 231 особа (2011).

## Демографія
Демографічна структура станом на 31 березня 2011 року:
|          | Загалом | Допрацездатний вік | Працездатний вік | Постпрацездатний вік |
| -------- | ------- | ------------------ | ---------------- | -------------------- |
| Чоловіки | 113     | 22                 | 77               | 14                   |
| Жінки    | 118     | 15                 | 64               | 39                   |
| Разом    | 231     | 37                 | 141              | 53                   |